# Muzikoterapija u pedijatriji
Muzikoterapija u pedijatriji je posebna oblast lečenja umetnošću zasnovana na naučnim saznanjima da pravovremeno upoznavanje dece sa odabranom muzikom može da ubrza razvoj govora, pospeši talenat za matematiku i prirodne nauke, unapredi koordinaciju, poboljša veštine pamćenja i čitanja kako kod zdrave dece, tako i kod dece sa teškoćama u razvoju. Ove dobre strane muzika danas, se sve više koristi u medicini, u rehabilitaciji i resocijalizaciji, kao i u lečenju brojnih razvojnih poremećaja dece, ali i odraslih osoba. Iako za sada nema dovoljno razrađenih programa kojima bi se obuhvatili učenici sa teškoćama u čitanju, pisanju, računanju, sa poremećajima u ponašanju ili sa invaliditetom, muzika se se sem u redovnoj nastavi pojedinih predmeta osim muzičkog, fizičkog i likovnog vaspitanja. može koristiti i u pedijatrijskim ustanovama.

## Opšta razmatranja
Muzika pozitivno deluje na osećanja tako što suptilnim i pozitivnim vibracijama uspostavlja psihičku ravnotežu i stvara osećaj zadovoljstva i radosti življenja (Vujić, V.: //www.dnevnik.co.yu/), i pomaže izlazak iz svih stanja melanholije. Ublažavajući  patnje, ona deluje relaksirajuće poput lek, ili svojim sedativnim dejstvom, podstiče snagu imaginacije, daje inicijativu, jača volju, ublažava bolove, snižava krvni pritisak i umiruje krvotok, otklanja stres i reguliše sve zdravstvene aspekte. 
Naučnici su takođe utvrdila da terapija muzikom takođe pomaže u zbližavanju roditelja i deteta i da je jako dobra za mentalno zdravlje roditelja, kao i da je rlo retko pronaći dete čiji pažnja nije oobuhvaćena mzikom.

### Fiziološki uticaji muzike
Muzika i pokret kao integralni deo muzičke edukacije javlja se kod dece u najranijem detinjstvu. Rano u životu, deca reaguju raznovrsnim senzacijama tela i mimičkim i glasovnim pokretima, odgovorjući tako na muziku koju čuju. To ne treba da nas iznenađuje, jer stvorena muzička osnove, nastaju u ranom detinjstu, kako bi kasnije omogućile deci da se „sinhronizuju” sa muzikom koju slušaju ili izvode.
Izgleda da je muzika u našim životima prisutan veoma rano, jer se to uočava kod dece još dok su novorođenčad.  Naime, prema istraživanjima bebe pokazuju odgovore na muzičkiku i ritam pomerajući svoje telo i udove, često na „kvaziperiodičan” način, od prvih dana života, što je je dokazano u laboratorijskim postavkama. Osim u istraživačkim laboratorijama, nastavnici i roditelji dugo su svedoci muzičkog bogatstva dece i njihovih spontanih pokreta na nju, uključujući i „nenamerne" pokušaje da se sinhronizuju sa muzičkom i njenim ritmom od vrlo ranog detinjstva.
Muzika i mozak udruženo vrlo dobro funkcionišu, a stimulacija ritčičkih područja u mozgu može da podstakne motorne veštine i reflekse, takođe ne treba zanemariti i veze koje postoje i veze izđeu muzike i jezika u mozgu
Uticaj muzike (ritma, melodije, harmonije) na fiziološke parametre tela i psihu čoveka poznat je od davnina. Savremena psihološka i neurofiziološka istraživanja daju tumačenja o njenom uticaju na centralni i periferni nervni sistem. Muzikoterapijom se uspešno deluje na visceralne funkcije, vrši stimulacija receptivnih i
izražajnih mogućnosti pacijenta (pokret, ples, govor, grafika).
Objašnjenje pozitivog dejstva muzike, zasnovano je na tome što muzika deluje na deo mozga koji prima i prerađuje informacije dobijene posredstvom čula, tako da se, pod uticajem laganih i prijatnih melodija, smanjuje lučenje hormona stresa, a povećava se lučenje prirodnih analgetika – hormona endorfina.
Kada se sluša muzika uživo, npr. mini bubnjevi, gitara, harfa, i/ili tastatura, ili kad  pacijent sam svira na tim instrumentima, pored već navedenih fizioloških prednosti muzikoterapije, ima velikog značaja u razvijanju fine motorike, vizuelno-motorne kontrole, razvijanja diferenciranosti prstiju, razvijanja lateralizovanosti..ili se kroz ritam može doći do tečnog govora dece.

## Indikacije
Najčešće bolesti upedijatriji kod kojih može da pomogne muzikoterapija su:
- fobija i anksiozni poremećaji;
- depresivni poremećaji;
- opsesivno-kompulzivni poremećaji;
- somatoformni i psihosomatski poremećaji;
- konverzivni i disocijativni poremećaji;
- poremećaji ličnosti i granični poremećaji;
- akutni i hronični psihotični poremećaji; -
- kriznih stanja, poremećaja prilagođavanja i posttraumatskih poremećaja;
- seksualni poremećaji;
- alkoholizma, narkomanije i drugih poremećaja zavisnosti.

## Način primene
Različiti oblici muzikoterapije (ritmizacija, pevanje, rekreacijsko i funkcionalno lečenje, scensko-muzička terapija i muzička psihodrama) mogu se primenjivati 
Pojedinačno
Sa decom koji imaju izvesne razvojne probleme, bilo u učenju ili ponašanju, najćešće se radi individualno.
Grupno,
Samostalno,
Sa drugim rehabilitacijskim oblicima
Muzikoterapija može biti udružena sa kineziterapijom, terapijom govornih i slušnih poremećaja, psihomotornom reedukacijom, oblicima terapije ponašanja, radi uklanjanja ili ublažavanja pojedinih funkcionalnih teškoća i menjanja stava osoba.
Korišćenje muzike u ovim slučajevima, uz primenu i drugih reedukativnih i stimulativnih vežbi, ima i elemente muzikoterapije. Ove specifične vežbe kasnije će doprineti da se sa manje napora i teškoća usvajaju i drugi vaspitno-obrazovni sadržaji na časovima redovne nastave.

## Metode muzikoterapije kod dece
Najčešće se tretman muzikom obavlja puštanjem specifične muzike za specifično stanje, i za specifične ciljeve koji se  žele postići, ali se uglavnom koristi klasična i ambijentalna muzika.

### Muzikoterapija u poremećajima govora
Deca koja imaju problem sa govorom i slabije čuju, preko ritma muzike mogu da razviju prirodniji, i razumniji govor. Njima se muzika prezentuje na drugačiji način. Oni mogu i da nauče note, ali ne u njihovom klasičnom obliku, već ako su im predstavljene recimo kao kružići sa većim ili manjim poluprečnikom. Na taj način deca sa oštećenim sluhom znaju koliko određena nota traje, kolika je pauza i slično. Preko vibracija ili preko bubnja mogu da shvate kakva je dinamika i na taj način da produkuju muziku. Takvo dete kompletno učestvuje u stvaranju muzike, a može čak i da peva što je ogromno zadovoljstvo za njih. 
U specijalnim školama u kojima postoji alternativni pristup koji se ispoljava kroz muziku i simulaciju pokreta, stveni su uslovi da se deca međusobno sporazumevaju uz pomoć pokreta, a uz muzikoterapiju oni svoje želje i osećanja mogu da ispoljavaju i kroz muziku (propevaju, nauče note i uz pomoć perkusionih instrumenata tom finom motorikom sebi pomažu u mnogim stvarima).

### Muzikoterapija u poremećajima sluha
Deca koja ne čuju prema brojnim istraživanjima uživaju u pevanju, a posebno zadovoljstvo im pričinjava mogućnost da učestvuju u nekim vidovima koncerata. 
Izlazak pred publiku u ovoj deci razvija posebnu svest o sebi, osećaj da su oni negde potvrđeni, da su oni uradili nešto jako lepo i da se nekome to dopalo. Na tim koncertima koji su veoma retki mnogo je suza i divljenja

## Literatura
- Turino, T (2006). Music as social life. Urbana-Champaign: University of Illinois Press..
- Wiltermuth, S. S., & Heath, C (2009). „Synchrony and cooperation”. Psychological Science. 20 (1): 1—5. PMID 19152536. doi:10.1111/j.1467-9280.2008.02253.x., 1–5.
- Gerry, D., Faux, A., & Trainor, L. J (2010). „Effects of Kindermusik training on infants' rhythmic enculturation”. Developmental Science. 13 (3): 545—551. doi:10.1111/j.1467-7687.2009.00912.x., 545–551.
- Hannon, E. E., & Trehub, S. E (2005). „Metrical categories in infancy and adulthood”. Psychological Science. 16: 48—55. doi:10.1111/j.0956-7976.2005.00779.x., 48–55.
- Provasi, J., & Bobin-Bègue, A. (2003). „Spontaneous motor tempo and rhythmical synchronisa-tion in 2½- and 4-year-old children”. International Journal of Behavioral Development. , 27, 220–231.